# Hazel O'Leary
Hazel Reid O'Leary, un tempo coniugata Rollins (Newport News, 17 maggio 1937), è una politica e avvocata statunitense.
È stata segretaria dell'energia dal 1992 al 1997, durante la prima presidenza Clinton. Ha diretto la Fisk University, un'università storicamente afroamericana, dal 2004 al 2013.